# Merveille
Merveille, in Sranantongo Adjaka, is een voormalige suikerplantage aan de Surinamerivier in de kolonie Suriname.

## Locatie
De plantage was gelegen aan de Surinamerivier rechts in het afvaren; grenzend stroomopwaarts aan de kostgrond (Land van) Heystvliet, stroomafwaarts aan de suikerplantage Maagdenburg.
In 1770 was plantage Merveille 1.500 Surinaamse akkers groot, ongeveer 644 hectare. In 1827 bedroeg het areaal aan suikerriet 1.800 akkers.

## Eigendomssituaties
(naar jaar)
- 1737: W. Sonneberg
- 1770: van Heijst & comp.
- 1819: de erven v. Heijst
- 1863: de erven C. Stam (voor 5/8 deel, voornamelijk wonend in Nederland, Koog aan de Zaan en Amsterdam) en Cornelis Evert Smit (voor 3/8 deel, commisionair en fabrikant te Koog aan de Zaan).

## Emancipatie
Bij de afschaffing van de slavernij in Suriname in 1863 werden op Merveille 142 slaven vrijgemaakt, waarbij 18 nieuwe familienamen werden geboekstaafd, te weten:
Columbus, Eijkenhorst, Florus, Geijsvliet, Gijlhuijs, Holland, van der Lak, van der Leeuw, Matador, Morgenster, Mijnslag, van Putter, Rootberg, Tilburg, Tribel, Vogelland, Waterman.